# 聯邦刑事訴訟程序
聯邦刑事訴訟程序（英語：Federal Rules of Criminal Procedure，又稱聯邦刑事訴訟規則）是關於美國聯邦刑事訴訟如何在美国联邦地区法院與美國聯邦政府一般的審判法庭所進行的刑事訴訟程序。聯邦刑事訴訟程序與聯邦民事訴訟程序均屬於美國聯邦法律的訴訟程序。刑事訴訟（以及民事訴訟）中證據的使用及可受理性均受到各別的聯邦證據規則所管轄。

## 延伸閱讀
- . Michigan Legal Publishing Ltd. ISBN 9781519101952.

## 外部連結
- Mobile-friendly edition of the Federal Rules of Criminal Procedure （页面存档备份，存于） (www.federalrulesofcriminalprocedure.org)
- LII copy of the Federal Rules of Criminal Procedure （页面存档备份，存于）
- 《聯邦刑事訴訟規則》,Federal Rules of Criminal Procedure